# Stjepan Gunjača
Stjepan Gunjača (Sinj, 28. rujna 1909. – Split, 6. prosinca 1981.), bio je hrvatski povjesničar, muzeolog, arheolog i povijesni topograf. Jedan je od najznačajnijih hrvatskih arheologa.

## Životopis
Stjepan Gunjača rodio se u Sinju 1909. godine. Školovao se u rodnom gradu i u Zagrebu. Godine 1933., kao apsolvent Filozofskog fakulteta, postaje kustos Muzeja Savske i Primorske banovine (prijašnji naziv bio je Muzej hrvatskih starina) u Kninu. Poduzimao je mnoga sistematska, topografska i revizijska istraživanja na lokalitetima između Cetine i Zrmanje, otkrivši znatan broj nekropola i predromaničkih crkvica, čime je dao veliki doprinos poznavanju hrvatske ranosrednjovjekovne arhitekture. 1934. godine preselio je fundus muzeja iz franjevačkog samostana u kninsku tvrđavu gdje je postavio izložbu građe. U Zagrebu je doktorirao 1936. godine.

### Drugi svjetski rat
Drugi svjetski rat zatječe ga u Kninu gdje spašava od četničko-talijanskog uništenja neprocjenjivi hrvatski narodni spomenički inventar, čije prenošenje iz Knina u Sinj, unatoč ustaškoj zabrani, započinje 15. ožujka 1942. Od 1943. bio je u partizanima gdje se posvećuje zaštiti spomeničke građe i formiranju centara za spašavanje, sabiranje i pohranu kulturne baštine srednje i sjeverne Dalmacije. Potkraj rata nalazi se u Zadru gdje je 1944. godine postavljen je za direktora Arheološkog muzeja u Zadru.

### Poslije Drugoga svjetskog rata
Godine 1947. potiče osnivanje Muzeja Cetinske krajine u Sinju te pokreće arheološka istraživanja uoči gradnje hidroelektrane na Cetini. Sjedište Muzeja hrvatskih starina prenosi u Split 1946. godine. Pokrenuo je, 1949. godine, poslijeratnu seriju časopisa Starohrvatska prosvjeta te ga je i uređivao. Godine 1954. započinje rad na ustroju i gradnji Muzeja hrvatskih arheoloških spomenika koji je tek 1976. godine sagrađen u Splitu.
Od 1951. godine bio je dopisni, a od 1962. godine redoviti član JAZU (danas HAZU).
Umro je u Splitu, 6. prosinca 1981. godine. 

## Djela
- Topografska pitanja na teritoriju stare cetinske županije s ekskursima o ubikaciji Setovije i Tiluriuma: radnja odobrena kao disertacija za doktorski ispit na sjednici Savjeta Fil. fak., Split, 1937.
- Novi naučni rezultati u hrvatskoj arheologiji, Zagreb, 1958.
- Ispravci i dopune starijoj hrvatskoj historiji, I–IV, Zagreb, 1973. – 1978.
- Izbor iz djela. Stjepan Gunjača, (od. i ur. Nikola Jakšić), Split, 1991.
- Kolokvij o Bribiru: pregled rezultata arheoloških istraživanja od 1959. do 1965. godine, Zagreb, 1986. (urednik)

## Nagrade
- 1971.: Nagrada za životno djelo.

## Spomen
- Godine 2010. postavljena mu je bista u dvorištu Sveučilišta u Zadru.[5]